# Geert Ruygers

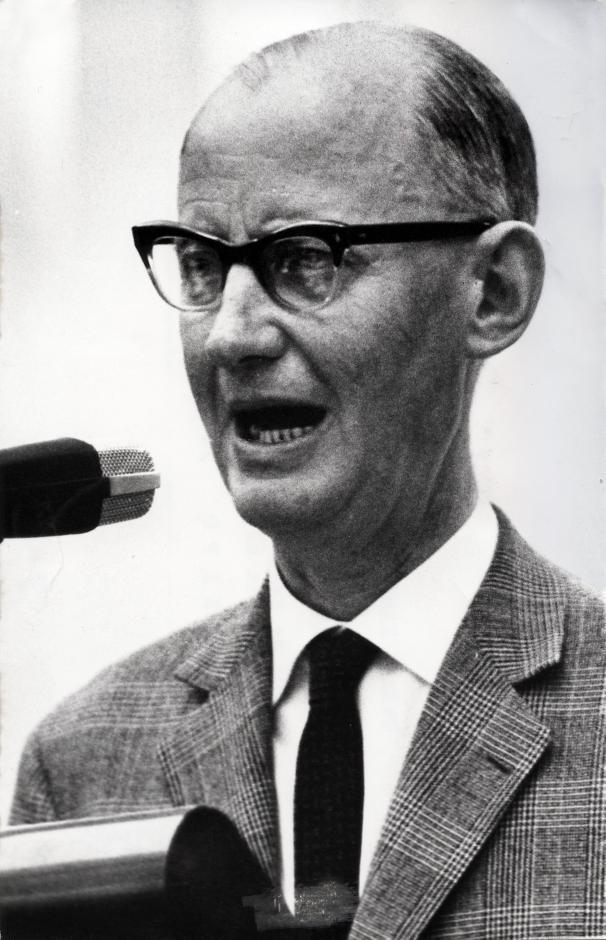
Geert Ruygers

Gerardus Johannes Nicolaas Maria (Geert) Ruygers (* 21. August 1911 in Rotterdam; † 18. Februar 1970 in Den Haag) war ein niederländischer Politiker (PvdA) und Journalist. Während der deutschen Besatzung der Niederlande im Zweiten Weltkrieg war er unter anderem Chefredakteur der Parteizeitung der politischen Sammlungsbewegung Nederlandsche Unie. Nach dem Zweiten Weltkrieg war er Gründungsmitglied der PvdA und von da an sowohl mehr als 20 Jahre lang stellvertretender Vorsitzender der Partei als auch für diese als Abgeordneter in der Zweiten Kammer der Generalstaaten vertreten.

## Leben
Vor dem Zweiten Weltkrieg arbeitete Ruygers seit 1937 als Niederländischlehrer in einem Gymnasium in Roosendaal. Im Anschluss an die im Mai 1940 erfolgte Besetzung der Niederlande durch Deutschland schloss er sich der zwei Monate später gegründeten Nederlandsche Unie an, der größten politischen Organisation der niederländischen Geschichte. Diese setzte sich für geeinte und selbständige Niederlande ein und positionierte sich gegen die niederländischen Nationalsozialisten NSB. Ruygers wurde der Chefredakteur des wöchentlich erscheinenden Parteiblattes Unie, das im März 1941 eine Auflage von 400.000 Exemplaren erreichte. Er gehörte zunächst zum autoritär ausgerichteten Flügel der Nederlandsche Unie, unter dem Eindruck der immer härter werdenden Gangart der Besatzer änderte er jedoch dauerhaft seine Haltung und wandte sich der parlamentarischen Demokratie zu. Nach dem Verbot der Organisation im Dezember 1941 aufgrund ihrer Weigerung, den deutschen Angriff auf die Sowjetunion zu unterstützen, wurde Ruygers Redakteur bei der Untergrundzeitung Je Maintiendrai und blieb dies bis 1946, als diese in den Leeuwarder Courant einging.
Im Februar jenes Jahres war Ruygers Gründungsmitglied der PvdA, der Nachfolgepartei der SDAP, und wurde anschließend im gleichen Monat ihr Vizevorsitzender, eine Position, die er bis zum November 1967 behielt. Fünf Monate später wurde er auch als Abgeordneter in die Zweite Kammer der Generalstaaten gewählt und verblieb dort bis zu seinem Tod im Februar 1970. Während seiner Parlamentszeit setzte sich Ruygers für den europäischen Einigungsprozess ein und beschäftigte sich mit Friedens- und Sicherheitsfragen. Neben seiner Funktion als langjähriger Sprecher der PvdA-Fraktion für Auslandspolitik war auch die Entwicklungszusammenarbeit ein späterer Schwerpunkt von Ruygers Arbeit, vom September 1967 bis zu seinem Tod war er Vorsitzender der parlamentarischen Kommission für diesen Bereich. Daneben war Ruygers auch Führungsmitglied in der Katholischen Arbeitsgemeinschaft innerhalb der PvdA, in den Jahren 1946 bis 1964 hatte er die Chefredaktion der Zeitschrift der Arbeitsgemeinschaft, De Katholiek in de Partij van de Arbeid, inne. Seit dem März 1961 war er auch Vorstandsmitglied des PvdA-eigenen Schulungsinstituts.
Neben seinen parteipolitischen Funktionen war Ruygers unter anderem auch Vorstandsmitglied von Pax Christi und Justitia et Pax.
Ruygers war seit 1941 verheiratet, die Ehe blieb kinderlos.

## Werke
- Partijvorming, maar op welke grondslag?, 1945
- Socialisme, vroeger en nu, Tjeenk Willink, Haarlem 1945

## Ehrungen
- Ritter im Orden des Niederländischen Löwen (1958)